# Antonio Mohamed
Antonio Mohamed (* 2. April 1970 in Buenos Aires), wegen seiner arabischen Vorfahren auch bekannt unter dem Spitznamen El Turco (span. für Der Türke), ist ein argentinischer Fußballtrainer und ehemaliger -spieler, der im Mittelfeld agierte.

## Leben

### Laufbahn als Spieler
Mohamed begann seine Karriere als Profifußballspieler 1988 bei seinem Heimatverein Huracán, der zu jener Zeit in der zweitklassigen Nacional B spielte. Nachdem Huracán in der Saison 1988/89 noch in der Aufstiegsrunde an Colón de Santa Fé gescheitert war, gelang in der folgenden Saison 1989/90 die Meisterschaft und die damit verbundene Rückkehr des Vereins in die Primera División. In dieser Liga spielte Mohamed in den nächsten drei Spielzeiten für Huracán (1990/91), die Boca Juniors (1991/92) und Independiente (1992/93), bevor er in die mexikanische Primera División wechselte, wo er in den folgenden fünf Jahren bei den Toros Neza unter Vertrag stand und sich zu einer Ikone des Vereins entwickelte.
In seiner ersten Saison 1993/94 in Mexiko bestritt er 37 von 38 möglichen Spielen für die Toros und fehlte nur beim 2:8-Debakel gegen Cruz Azul, das sich am 9. Februar 1994 im Estadio Hidalgo von Pachuca zugetragen hatte, in das die Toros in jener Saison aufgrund von Problemen mit ihrem eigenen Stadion zeitweise ausweichen mussten.
Bereits in seinem zweiten Spiel, einem am 27. Oktober 1993 noch im Estadio Neza 86 ausgetragenen Heimspiel gegen die Tiburones Rojos Veracruz, das dank seines „Doppelpacks“ mit 3:1 gewonnen wurde, erzielte er seine ersten beiden von in jener Saison insgesamt elf Toren. Auch in der Saison 1995/96 erzielte Mohamed elf Treffer, wobei seine Quote noch besser war, weil er in dieser nur 33 (von 34) Spiele absolvierte. Auf die gleiche Trefferzahl kam er auch in der Saison 1996/97, die erstmals in ein Hin- und Rückrundenturnier unterteilt war, wobei er hier auch ein Tor in den Liguillas erzielte, so dass er in der Punktspielrunde „lediglich“ auf zehn Treffer kam. In der Rückrunde dieser Saison, dem Torneo Verano 1997, war er auch am besten Ergebnis in der Geschichte der Toros beteiligt, als die Mannschaft sich für die Finalspiele um die mexikanische Meisterschaft qualifizieren konnte, dort allerdings mit dem Gesamtergebnis von 2:7 (1:1 und 1:6) deutlich gegen Rekordmeister Chivas unterlag.
Nach seinem Weggang von den Toros im Sommer 1998 blieb Mohamed im Land der Azteken und beendete dort seine aktive Laufbahn im Sommer 2003 beim Zweitligisten Zacatepec.
Insgesamt viermal kam Mohamed für die argentinische Nationalmannschaft zum Einsatz und erzielte dabei ein Tor. Er gehörte auch zum Aufgebot der Albiceleste bei der Copa América 1991, kam dort allerdings nicht zum Einsatz.

### Laufbahn als Trainer
Bei den Cañeros de Zacatepec begann er auch seine Laufbahn als Trainer, bevor er in der Clausura 2004 vorübergehend als Cheftrainer bei Monarcas Morelia und in der Clausura 2005 bei den Jaguares de Chiapas im Einsatz war.
Im Sommer 2005 kehrte er nach Argentinien zurück und übernahm seinen Herzensverein Huracán, mit dem er 2007 auch als Trainer den Aufstieg in die erste Liga schaffte, was ihm 17 Jahre zuvor bereits als Spieler gelungen war.
Fortan pendelte er zwischen Argentinien und Mexiko, trainierte in der Saison 2007/08 den mexikanischen Club Tiburones Rojos Veracruz und zwischen 2008 und 2011 die argentinischen Vereine Colón und Independiente. Mit den Diablos Rojos gewann er auch die Copa Sudamericana 2010.
Ab 2011 war Mohamed wieder in Mexiko tätig, wo er im September 2011 den strauchelnden Aufsteiger Xoloitzcuintles del Caliente Tijuana übernahm und mit seiner Mannschaft in den von ihm betreuten letzten acht Spielen der Apertura 2011 ungeschlagen blieb. Bereits ein Jahr später krönte er seine erfolgreiche Arbeit in Tijuana mit dem überraschenden Gewinn der mexikanischen Fußballmeisterschaft in der Apertura 2012.
Nach einem kurzen Engagement beim argentinischen Verein CA Huracán, trainierte er anschließend die mexikanischen Clubs CF America und CF Monterrey. 2018 wurde er von Celta Vigo verpflichtet, dort aber nach drei Monaten auf Platz 14 liegend wieder entlassen. Ab Januar 2019 betreute er dann nochmals den CD  Huracán, wurde wegen Erfolglosigkeit in der Copa Libertadores 2019 am 23. April des Jahres wieder gekündigt. Im Oktober 2019 verpflichtete CF Monterrey zum zweiten Mal. Hier verblieb er Mohamed bis November 2020.
Im Januar 2022 unterzeichnete Mohamed in Brasilien einen neuen Kontrakt bei Atlético Mineiro. Mit diesem konnte er am 20. Februar 2022 die Supercopa do Brasil gewinnen. Im Juli desselben Jahres wurde El Turco aufgrund schlechter Ergebnisse entlassen.

## Erfolge

### Als Spieler (im Verein)
- Argentinischer Zweitligameister: 1989/90 (mit Huracán)
- Mexikanischer Vizemeister: Verano 1997 (mit Toros Neza)

### Als Spieler (in der Nationalmannschaft)
- Sieger der Copa América: 1991 (mit Argentinien)

### Als Trainer (auf nationaler Ebene)
- Argentinischer Zweitligameister: 2007 (mit Huracán)
- Mexikanischer Meister: Apertura 2012 (mit Tijuana)
- Supercopa do Brasil: 2022 (mit Atlético Mineiro)
- Staatsmeisterschaft von Minas Gerais: 2022 (mit Atlético Mineiro)

### Als Trainer (auf internationaler Ebene)
- Sieger der Copa Sudamericana: 2010 (mit Independiente)

## Verschiedenes

### Schwerer Unfall
Nach dem Viertelfinalspiel seines Heimatlandes Argentinien gegen Gastgeber Deutschland bei der WM 2006, das Mohamed sich mit einigen Landsleuten angesehen hatte, geriet ihr Auto mit einer Geschwindigkeit von 190 km/h auf dem Weg von Berlin nach Frankfurt auf der A4 in der Nähe von Weimar in einen schweren Verkehrsunfall, bei dem sein neunjähriger Sohn Faryd so schwer verletzt wurde, dass er kurz darauf in einem Jenaer Krankenhaus verstarb und Antonio Mohameds Bein einen derart komplizierten Bruch erlitt, dass eine Amputation drohte.